# 阿納利亞赫西火山

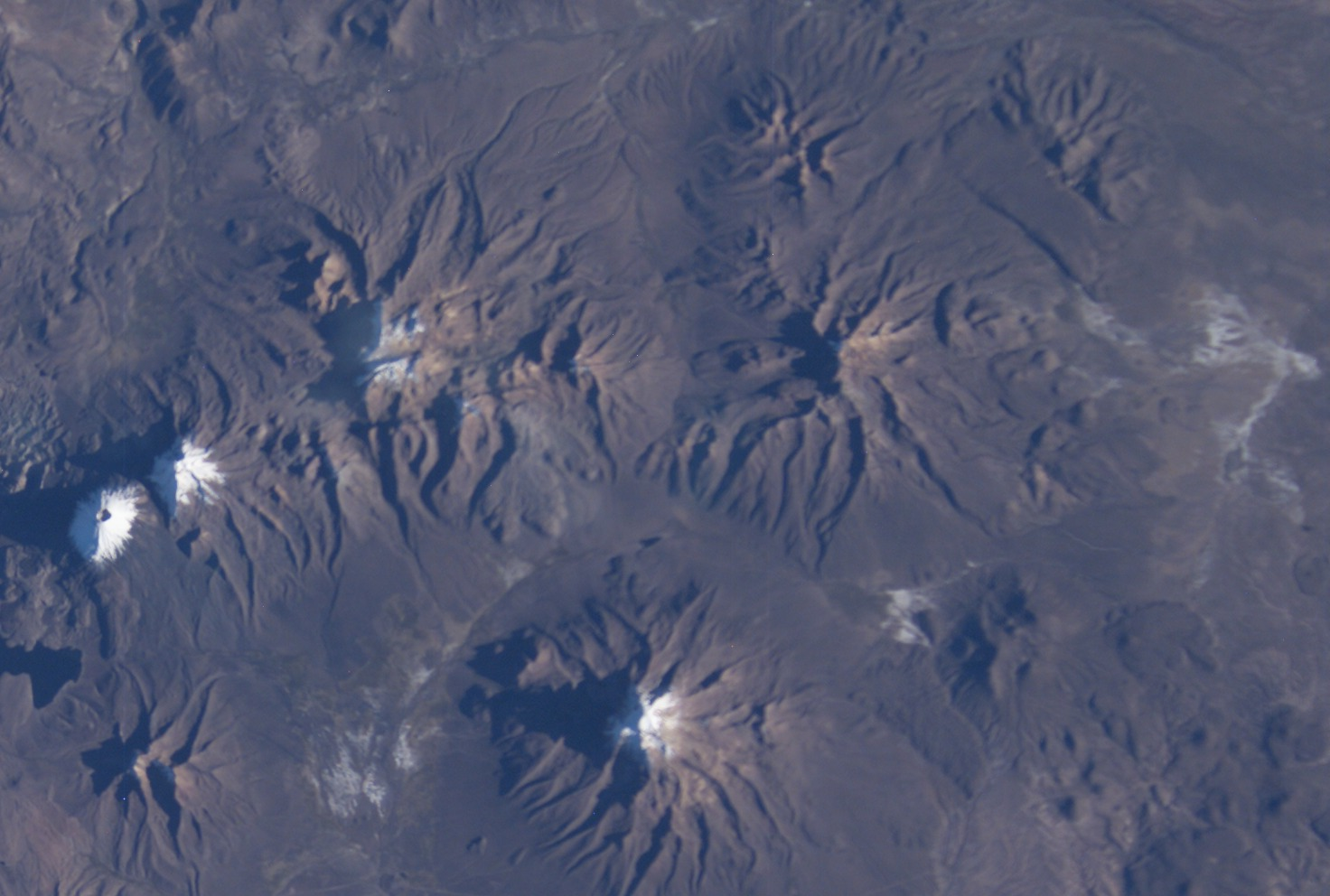

阿納利亞赫西火山是玻利維亞的火山，位於該國西部，距離薩哈馬火山20公里，由拉巴斯省負責管轄，屬於安第斯山脈的一部分，海拔高度5,750米，山體由安山岩和英安岩組成。